# Unidade de Guerra Contrarrevolucionária
A Unidade de Guerra Contrarrevolucionária (em inglês:  Counter Revolutionary Warfare Unit, CRWU), cujo nome formal era Primeiro Esquadrão Meridiano (First Meridian Squadron), foi uma unidade militar das Fiji dissolvida em 2000. Foi o único grupo de forças especiais das Forças Militares da República de Fiji e foi uma ideia do ex-comandante militar e ex-primeiro-ministro, o major-general Sitiveni Rabuka.
A unidade ganhou notoriedade em Fiji por estar envolvida no golpe de Estado de 2000 e na subsequente corte marcial dos soldados renegados envolvidos no golpe, além de ser acusada de tentar assassinar Frank Bainimarama depois que ele assumiu o poder derrubando o governo civil ilegal de Fiji que que havia deposto o primeiro-ministro Mahendra Chaudhry nos eventos de 2000. Seu oficial fundador Ilisoni Ligairi também ganhou notoriedade ao lado de sua unidade por participar dos motins.